# Aplidium cyclophorum
Aplidium cyclophorum är en sjöpungsart som beskrevs av Monniot 200. Aplidium cyclophorum ingår i släktet Aplidium och familjen klumpsjöpungar. Inga underarter finns listade i Catalogue of Life.